# Пидрала (волость)
Пи́драла (ест. Põdrala vald) — волость в Естонії, одиниця самоврядування в повіті Валґамаа з 11 липня 1991 до 21 жовтня 2017 року.

## Географічні дані
Площа волості — 127,2 км2, чисельність населення на 1 січня 2017 року становила 737 осіб.

## Населені пункти
Адміністративний центр — село Рійдая.
На території волості розташовувалися 14 сіл (küla):
Ванамийза (Vanamõisa), Воорбагі (Voorbahi), Кару (Karu), Каубі (Kaubi), Кунґі (Kungi), Леебіку (Leebiku), Ливе (Lõve), Ліва (Liva), Пікасілла (Pikasilla), Порі (Pori), Реті (Reti), Рійдая (Riidaja), Руллі (Rulli), Уралаане (Uralaane).

## Історія
11 липня 1991 року Пидраласька сільська рада перетворена у волость зі статусом самоврядування.
21 липня 2016 року Уряд Естонії постановою № 83 затвердив утворення нової адміністративної одиниці — волості Тирва — шляхом об'єднання територій міського самоврядування Тирва та трьох волостей: Гелме, Гуммулі й Пидрала. Зміни в адміністративно-територіальному устрої, відповідно до постанови, мали набрати чинності з дня оголошення результатів виборів до волосної ради нового самоврядування.
15 жовтня 2017 року в Естонії відбулися вибори в органи місцевої влади. Утворення волості Тирва набуло чинності 21 жовтня 2017 року. Волость Пидрала вилучена з «Переліку адміністративних одиниць на території Естонії».